# Riksdagen 1913
Riksdagen 1913 ägde rum i Stockholm.
Riksdagens kamrar sammanträdde i riksdagshuset den 15 januari 1913. Riksdagsarbetet inleddes ceremoniellt genom riksdagens högtidliga öppnande i rikssalen på Stockholms slott den 16 januari. Första kammarens talman var Ivar Afzelius (Nationella partiet), andra kammarens talman var Carl Carlson Bonde (Liberala samlingspartiet). Riksdagen avslutades den 2 juni 1913.